# Tlacopan

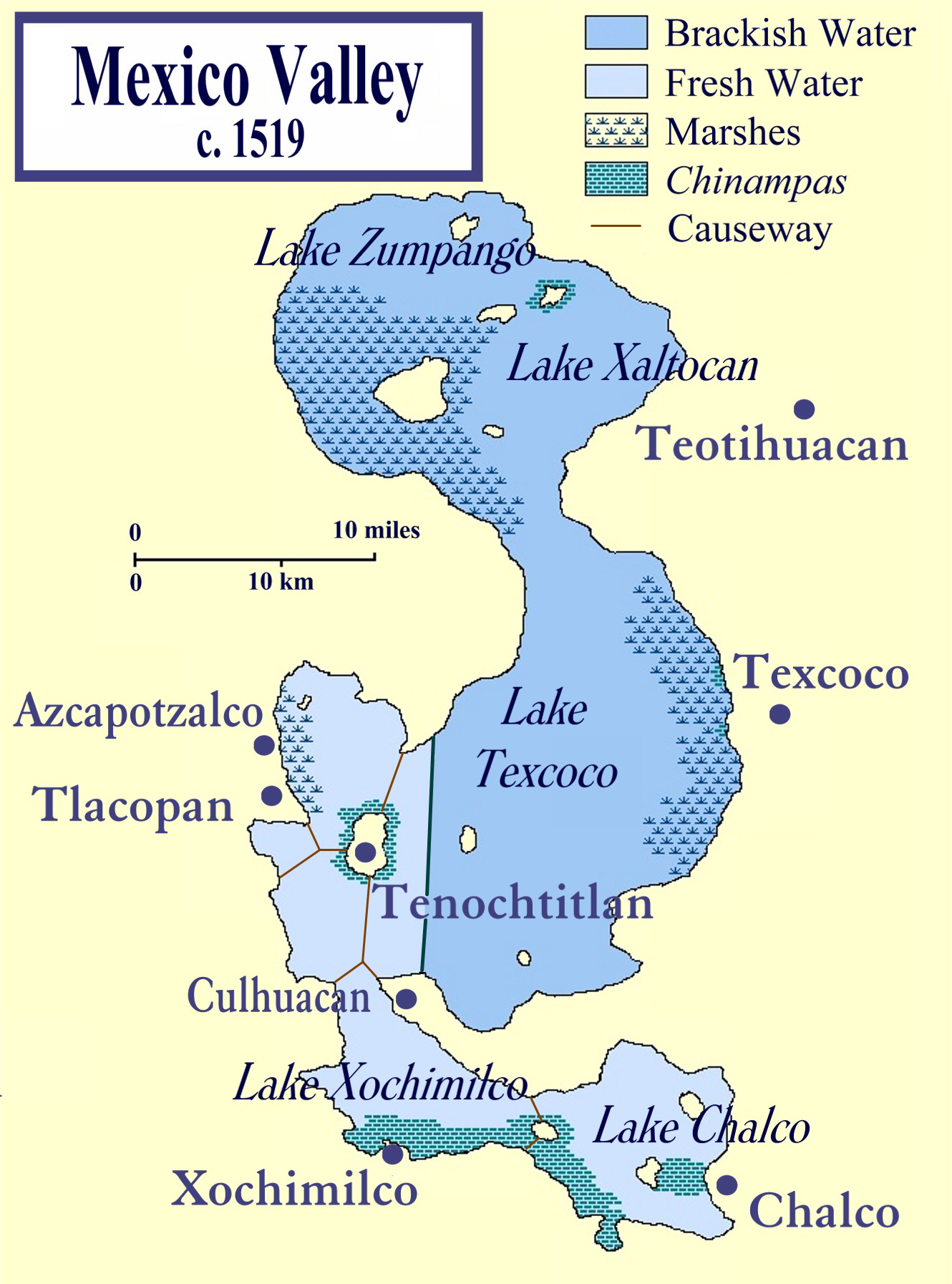
O Vale do México na época da conquista espanhola, mostrando Tlacopan em relação a Tenochtitlan e outras cidades-Estado na região.

Tlacopan (que significa "planta florida em terreno plano" em náuatle), também chamada de Tacuba, era uma cidade-Estado asteca da Mesoamérica pré-colombiana, situada na margem ocidental do lago Texcoco, no local onde atualmente está localizado o bairro de Tacuba, na Cidade do México. 

## História
Fundada por Tlacomatzin, Tlacopan era um reino tepaneca subordinado a cidade-Estado próxima de Azcapotzalco. 
Tlacopan atuou ao lado de Tenochtitlan e Texcoco na conquista de Azcapotzalco, tornando-se um membro da Tríplice Aliança Asteca, que formou o núcleo do império dos astecas. O governante de Tlacopan, Totoquihuaztli, em seguida, tomou o título Tepaneca tecuhtli, ou "Senhor dos Tepanecas" (provavelmente retirado dos governantes de Azcapotzalco). A cidade de Tlacopan permaneceu como uma sócia minoritária dentro da aliança, recebendo apenas um quinto dos tributos adquiridos em campanhas conjuntas com seus aliados mais poderosos.
A Tríplice Aliança terminou com a conquista espanhola do México por Hernán Cortés e aliados nativos no ano de 1521. Ao longo dos séculos, a Cidade do México se expandiu para incluir o antigo sítio onde Tlacopan estava localizada e que hoje está o bairro de Tacuba, na delegação de Miguel Hidalgo, no Distrito Federal do México. 

### Bibliográficas
Townsend, Richard F. (2000). Os astecas (ed revisado. Ed.). London: Thames and Hudson. ISBN 0-500-28132-7.